# Зелене масло

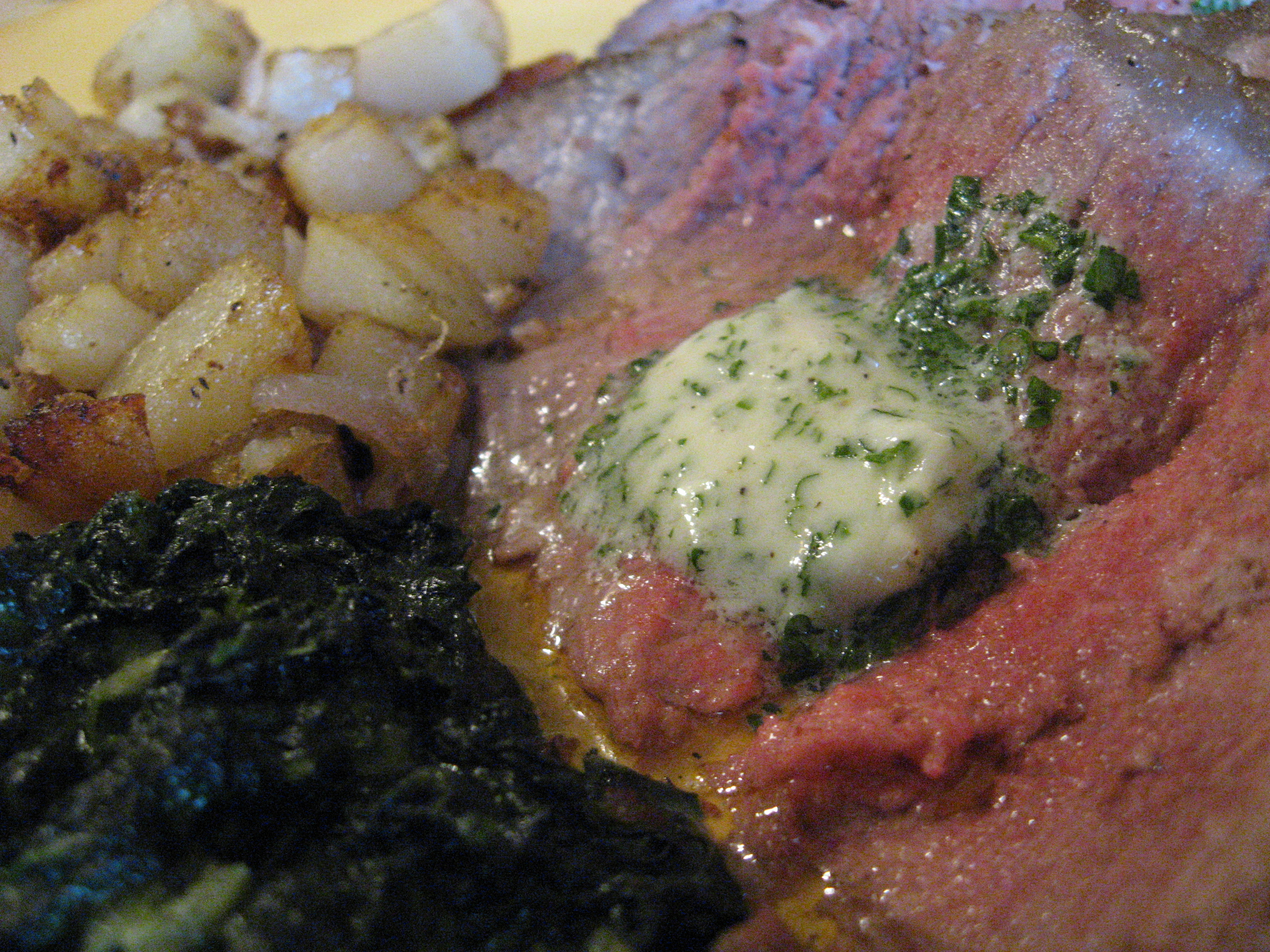
Антрекот з маслом «метр д-готель», сервірований зі смаженою картоплею та шпинатом

Зелене масло (масло кольбер) — кулінарний продукт французького походження, масляна суміш з подрібненою молодою зеленню петрушки, що використовується як приправа до гарячих страв: порційний шматочок охолодженого зеленого масла зазвичай кладуть на гаряче м'ясо або рибу, щоб він розтанув. Зелене масло традиційно подають до антрекота і панірованої смаженої риби. Також із зеленим маслом, як і з багатьма іншими масляними сумішами, роблять бутерброди. На французький манер зелене масло носить також назву «масло метр д-готель» (фр. beurre maître d'hôtel) і застосовується у приготуванні складних соусів, наприклад, шатобріану. 
Як і всі масляні суміші, зелене масло готують з розм'якшеного або збитого вершкового масла. Промиту та висушену зелень без стебел подрібнюють гострим ножем. У деяких рецептах в зелене масло крім петрушки додають інші трави, у тому числі, кріп або зелену цибулю, а також чорний перець. У Німеччині зелене масло «з травами» готують також з набором для франкфуртського зеленого соусу. Перед змішуванням додають також лимонний сік або лимонну кислоту. Готову масляну суміш формують у батончики діаметром 3 см і вагою 250-300 г і охолоджують для зручності подальшого нарізання порційними кружальцями завтовшки 0,5 см. У морозильній камері зелене масло може зберігатися протягом кількох тижнів.